# Lê Minh Xưởng
Lê Minh Xưởng hay Lê Minh Sưởng (Chữ Nho: 黎明昶; ? – ?) là một tông thất hoàng gia, nhà ngoại giao Đại Cồ Việt thời Tiền Lê.

## Thân thế
Không rõ Lê Minh Xưởng sinh năm nào, chỉ biết ông là em trai của Lê Long Đĩnh, vị vua thứ ba nhà Tiền Lê, đồng nghĩa với việc là con trai của vua Lê Đại Hành. Lê Đại Hành có mười một con trai và một con nuôi được phong vương, nhưng không có ai tên Minh Xưởng. Không loại trừ khả năng khi Lê Đại Hành còn sống, ông chưa đủ tuổi để được phong tước, hoặc ông không phải con đẻ của Lê Đại Hành.
Theo Tống sử, khi sang Tống, Lê Minh Xưởng giữ chức Thứ sử Phong Châu, vốn là đất phong của Ngự Man vương Lê Long Đinh. Ngự Man vương tham gia tranh đoạt ngôi vua, cuối cùng đầu hàng Lê Long Đĩnh, không rõ kết cục.

## Cuộc đời
Mùa xuân năm Đinh Mùi (1007), Thứ sử Phong Châu Lê Minh Xưởng và Chưởng thư ký Hoàng Thành Nhã được phái sang nhà Tống dâng tê giác, xin kinh Đại Tạng. Đến tháng 8 (âl), nhà Tống phong Lê Long Đĩnh làm Giao Chỉ quận vương, lĩnh Tĩnh Hải quân Tiết độ sứ, cũng ban tước cho Minh Xưởng và Thành Nhã.
Mùa xuân năm Kỷ Dậu (1009), Lê Minh Xưởng từ Tống trở về, thành công xin được kinh Đại Tạng, đồng thời dụ dỗ được người con gái nước Tống họ Tiêu đem dâng. Lê Long Đĩnh phong nàng họ Tiêu làm Cung nhân.
Tháng 10 (âl) cùng năm, Lê Long Đĩnh băng. Thái tử Lê Cao Sạ còn nhỏ, Lê Minh Xưởng cùng Hành Quân vương Lê Minh Đề tranh chấp ngôi vua. Cuối cùng, Điện tiền Chỉ huy sứ Lý Công Uẩn đánh đuổi Minh Sưởng, Minh Đề, được quần thần tôn lên làm vua, tức Lý Thái Tổ. Lê Minh Xưởng sau đó bị giết.

## Nghi vấn
Theo sách Nghệ An ký, có một Hoàng tử (không rõ tên) con của Lê Đại Hành được phong ở đất Công Trung (châu trị Diễn Châu). Hoàng tử chôn cất mẹ ở núi Yên Ngựa, xã Lỗi Tuyền, huyện Đông Thành (nay là xã Diễn Tháp, huyện Diễn Châu, tỉnh Nghệ An). Về sau, Lý Công Uẩn đoạt ngôi nhà Lê, Hoàng tử chạy về Công Trung xưng đế, chống lại quân Lý trong một thời gian dài mới thất bại. Theo chính sử, trong số mười hai con trai và con nuôi của được phong vương của Lê Đại Hành, không có ai đóng giữ đất Diễn Châu, nên không rõ đấy có phải là Minh Xưởng hay không.